# Diego García (calciatore 1996)
Diego Gonzalo García Cardozo, noto semplicemente come Diego García (Salto, 29 dicembre 1996), è un calciatore uruguaiano, centrocampista del Peñarol.

## Caratteristiche tecniche
È un esterno sinistro.

## Carriera
Cresciuto nel settore giovanile della Juventud, ha esordito fra i professionisti il 21 febbraio 2016 disputando l'incontro del campionato uruguaiano vinto 3-1 contro il Liverpool (M).

## Palmarès

### Club

#### Competizioni nazionali
- Supercopa Uruguaya: 1

Liverpool Montevideo: 2024